# 美原町 (東松山市)
美原町（みはらちょう）は埼玉県東松山市の町名。現行行政地名は美原町一丁目から美原町三丁目。住居表示未実施。郵便番号は355-0010。

## 地理
東松山市の中央部に位置し、市の川特定土地区画整理事業により整備され、主に住宅地が多く存在している。

### 河川
- 市野川

## 歴史
- 1991年（平成3年）12月24日 - 区画整理事業が都市計画決定。
- 2018年（平成30年）8月11日 - 加美町、大字松山、大字市ノ川の各一部を分離し、美原町一丁目から三丁目を設置[4]。

## 世帯数と人口
2018年（平成30年）10月1日現在の世帯数と人口は以下の通りである。
| 丁目         | 世帯数  | 人口    |
| ------------ | ------- | ------- |
| 美原町一丁目 | 236世帯 | 628人   |
| 美原町二丁目 | 261世帯 | 652人   |
| 美原町三丁目 | 182世帯 | 528人   |
| 計           | 679世帯 | 1,808人 |

## 交通
地内に鉄道は敷設されていない。

### 道路
- 埼玉県道66号行田東松山線
- 埼玉県道391号大谷材木町線

## 施設等
- 清岑寺薬師堂
- 市野川近隣公園
- むらさき公園
- 加美町公園